# Frederico I Gonzaga
Frederico I Gonzaga, em italiano Federico I Gonzaga (Mântua, 25 de junho de 1441 – Mântua, 14 de julho de 1484) foi o terceiro marquês de Mântua e um condotiero italiano.

## Biografia
Frederico era filho de Ludovico III e de Bárbara de Brandenburgo. Foi um bom amigo do pintor renascentista Andrea Mantegna, tendo sido educado pela mãe de Mantegna bem como por mestres famosos, como Vittorino da Feltre, Iacopo da San Cassianoe e Ognibene da Lonigo.
Combateu pelos Sforza que lideravam o ducado de Milão até 1470, sucedendo a seu pai no marquesado de Mântua em 14 de junho de 1478. Contudo, viu-se forçado a repartir as possessões de Mântua com os seus irmãos.
Frederico continuou a combater como condottiero, e durante as suas frequentes ausências, Mântua era administrada por Eusébio Malatesta,  enquanto o exército local era comandado pelo cunhado, Francesco Secco d'Aragona, marido da sua irmã Catarina. Frederico tomou parte em diversas ações de defesa do ducado de Milão, em particular contra a política agressiva da República de Veneza. Durante uma destas guerras, Francesco Secco ocupou Asola e outros territórios Venezianos. Após a paz, Ludovico Sforza de Milan solicitou que Asola fosse entregue a Milão, ao que Frederico teve que aceder.
Frederico morreu em Mântua com 43 anos, sendo sepultado na Igreja de Sant'Andrea, naquela cidade.

## Casamento e descendência
Em 6 de junho de 1463, Frederico casou com Margarida da Baviera, filha do duque Alberto III da Baviera. O matrimório terá sido favorecido por sua mãe, Bárbara de Brandeburgo, que deste modo mantinha o marquesado na órbita alemã.
Frederico e Margarida tiveram seis filhos:
1. Clara (Chiara) (1464-1503), que casou com Gilberto de Bourbon, duque de Montpensier;
2. Francisco  (Francesco) (1466–1519), que sucederia a seu pai como quarto marquês de Mântua;
3. Sigismundo (Sigismondo) (1469-1523), cardeal em 1505, Bispo de Mântua em 1511;
4. Isabel (Elisabetta) (ca 1471-1526), que casou com Guidobaldo I de Montefeltro, duque de Urbino;
5. Madalena (Maddalena) (1472-1490), que casou com Giovanni Sforza, senhor de Pesaro;
6. João (Giovanni) (1474–1525), marquês de Vesvovado, casou em 1493 com Laura Bentivoglio, originado o ramo dos Gonzaga-Vescovato.